# Grijskopmeeuw
De grijskopmeeuw (Chroicocephalus cirrocephalus, synoniem: Larus cirrocephalus) is een soort meeuw die voorkomt in Afrika en het zuidoosten van Zuid-Amerika.

## Kenmerken
De grijskopmeeuw is een middelgrote meeuw van 42 cm lengte. In de broedtijd zijn de kop en de keel lavendelgrijs. De vogel is wit op borst en buik en grijs van boven. De grote slagpennen hebben donkere punten met witte vlekken. De snavel en de poten zijn rood. Onvolwassen vogels hebben een roze snavel met een donkere punt en bruine poten.

## Verspreiding en leefgebied
Er zijn twee ondersoorten:
- C. c. cirrocephalus (in Zuid-Amerika: Ecuador en Peru aan de westkust en in Brazilië en Argentinië)
- C. c. poiocephalus (in Afrika onder de Sahara en Madagaskar)

De vogel komt langs de kusten voor vooral bij riviermondingen, waddengebieden en havengebieden, maar ook in het binnenland. Wordt bij vuilnisbelten gezien waar de vogels zich in groepen van honderden verzamelen.

## Status
De grijskopmeeuw heeft een groot verspreidingsgebied en daardoor is de kans op de status kwetsbaar (voor uitsterven) uiterst gering. De aantallen blijven stabiel. Om deze redenen staat de grijskopmeeuw als niet bedreigd op de Rode Lijst van de IUCN.